# 윤형동물
윤형동물(輪形動物, Rotifer) 또는 윤충류(輪蟲類)는 동물분류학상의 한 문(門)이며, 편충동물상문에 속하는 무척추동물이다.

## 특징
대부분 연못이나 호수에서 자유로운 생활을 하거나 다른 동물에 붙어 산다. 또 부식성 토양이나 이끼 또는 바닷물 속에서도 산다. 몸의 앞끝에 달린 섬모 꼬리를 움직여 섬모를 수레바퀴처럼 운동시키므로 윤충류라는 이름이 붙었다. 윤충류는 여러 동물의 먹이가 되며 생태계에서 중요한 위치를 차지한다. 전 세계에 약 1,500종 정도가 알려져 있다. 암컷은 껍질이 얇은 2배성의 여름 알을 낳고 이 알은 수정되지 않은 채 그대로 발생하여 암컷의 개체가 된다. 이때 알은 물 속이나 수생 식물 위에 붙어 있거나 부화할 때까지 어미의 몸 표면에 붙어 있다. 알은 곧 난할이 진행되어 1-2일 만에 부화하며, 수일 후에는 번식 능력을 갖는 개체로 성숙한다. 그러나 난태생의 종류는 부화할 때까지 알이 자궁 안에 머무르므로 몸 안에서 한 개 내지 여러 개로 발생한 유생을 찾아볼 수 있다. 한편, 단위생식이 오래 계속되거나 주변 환경이 극단적으로 춥거나 덥고, 또 개체수의 밀도가 높아 환경이 나빠지면, 암컷은 장차 수컷이 될 작은 알과 암컷이 될 큰 알을 각각 낳는다. 이리하여 부화한 수컷과 암컷이 교미를 하면, 여름알보다 저항력이 강한 두꺼운 알껍질에 싸여진 수정란, 즉 겨울알(내구알)을 낳는다. 이 알의 껍질에는 가시나 혹 모양의 돌기 등 여러 가지 부속물이 있다. 대부분의 겨울알은 어미가 죽어도, 또한 내용물이 없어진 후에도 계속하여 어미의 몸 안에서 보호된다.

## 계통 분류
다음은 유악동물의 계통 분류이다.
| 윤형동물 | \| \| 질형강 \| \| \| \| \| \| 단소강 \| \| \| \| |
|          | \| \| 질형강 \| \| \| \| \| \| 단소강 \| \| \| \| |
|          | 구두동물                                          |
|          |                                                   |
|          | 질형강                                            |
|          |                                                   |
|          | 단소강                                            |
|          |                                                   |

|  | 질형강 |
|  |        |
|  | 단소강 |
|  |        |

| 윤형동물 | \| \| 질형강 \| \| \| \| \| \| 단소강 \| \| \| \| |
|          | \| \| 질형강 \| \| \| \| \| \| 단소강 \| \| \| \| |
|          | 구두동물                                          |
|          |                                                   |
|          | 질형강                                            |
|          |                                                   |
|          | 단소강                                            |
|          |                                                   |

|  | 질형강 |
|  |        |
|  | 단소강 |
|  |        |

| 윤형동물 | \| \| 질형강 \| \| \| \| \| \| 단소강 \| \| \| \| |
|          | \| \| 질형강 \| \| \| \| \| \| 단소강 \| \| \| \| |
|          | 구두동물                                          |
|          |                                                   |
|          | 질형강                                            |
|          |                                                   |
|          | 단소강                                            |
|          |                                                   |

|  | 질형강 |
|  |        |
|  | 단소강 |
|  |        |

| 윤형동물 | \| \| 질형강 \| \| \| \| \| \| 단소강 \| \| \| \| |
|          | \| \| 질형강 \| \| \| \| \| \| 단소강 \| \| \| \| |
|          | 구두동물                                          |
|          |                                                   |
|          | 질형강                                            |
|          |                                                   |
|          | 단소강                                            |
|          |                                                   |

|  | 질형강 |
|  |        |
|  | 단소강 |
|  |        |

| 윤형동물 | \| \| 질형강 \| \| \| \| \| \| 단소강 \| \| \| \| |
|          | \| \| 질형강 \| \| \| \| \| \| 단소강 \| \| \| \| |
|          | 구두동물                                          |
|          |                                                   |
|          | 질형강                                            |
|          |                                                   |
|          | 단소강                                            |
|          |                                                   |

|  | 질형강 |
|  |        |
|  | 단소강 |
|  |        |

| 윤형동물 | \| \| 질형강 \| \| \| \| \| \| 단소강 \| \| \| \| |
|          | \| \| 질형강 \| \| \| \| \| \| 단소강 \| \| \| \| |
|          | 구두동물                                          |
|          |                                                   |
|          | 질형강                                            |
|          |                                                   |
|          | 단소강                                            |
|          |                                                   |

|  | 질형강 |
|  |        |
|  | 단소강 |
|  |        |

| 윤형동물 | \| \| 질형강 \| \| \| \| \| \| 단소강 \| \| \| \| |
|          | \| \| 질형강 \| \| \| \| \| \| 단소강 \| \| \| \| |
|          | 구두동물                                          |
|          |                                                   |
|          | 질형강                                            |
|          |                                                   |
|          | 단소강                                            |
|          |                                                   |

|  | 질형강 |
|  |        |
|  | 단소강 |
|  |        |

| 윤형동물 | \| \| 질형강 \| \| \| \| \| \| 단소강 \| \| \| \| |
|          | \| \| 질형강 \| \| \| \| \| \| 단소강 \| \| \| \| |
|          | 구두동물                                          |
|          |                                                   |
|          | 질형강                                            |
|          |                                                   |
|          | 단소강                                            |
|          |                                                   |

|  | 질형강 |
|  |        |
|  | 단소강 |
|  |        |